# 토드 망누손

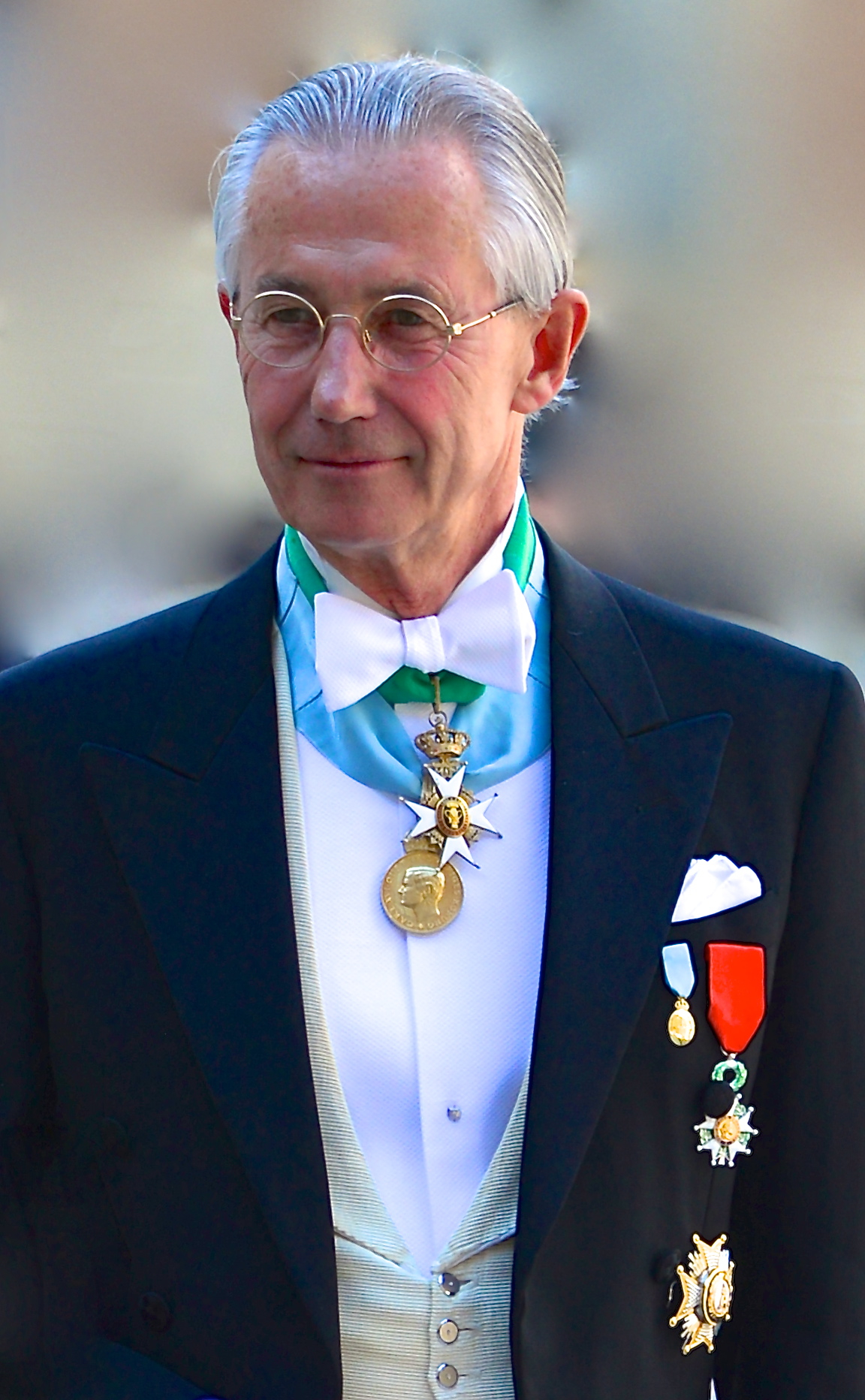
토드 망누손

토드 괴스타 망누손(스웨덴어: Tord Magnuson, 1941년 4월 7일 ~ )은 스웨덴의 사업 임원이자 모리셔스 총영사이다. 그는 스웨덴 공주 크리스티나와 결혼했으며, 이 공주는 칼 16세 구스타프 왕의 누나들 중 막내이다. 2008년 존 앰블러, 2016년 요한 게오르크 폰 호엔촐레른 공자, 2017년 니클라스 실프베르시욀드 남작이 사망한 후, 망누손은 칼 16세 구스타프의 유일한 살아있는 처남이다.